# William Aldrich (Politiker)

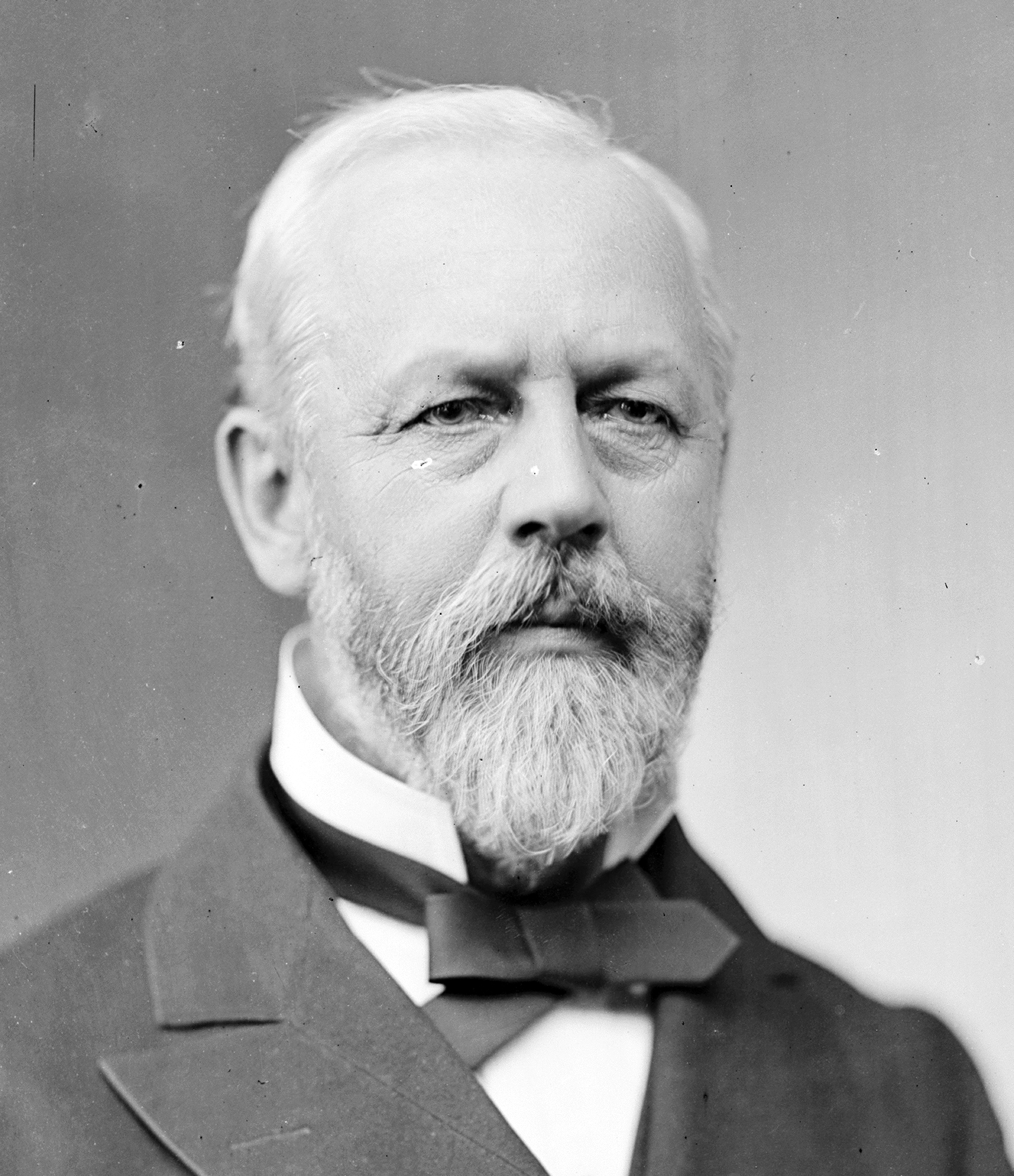
William Aldrich

William Aldrich (* 19. Januar 1820 in Greenfield Center, Saratoga County, New York; † 3. Dezember 1885 in Fond du Lac, Wisconsin) war ein US-amerikanischer Politiker. Zwischen 1877 und 1883 vertrat er den Bundesstaat Illinois im US-Repräsentantenhaus.

## Werdegang
William Aldrich war der Vater des Kongressabgeordneten J. Frank Aldrich (1853–1933) und ein Cousin von Nelson W. Aldrich (1841–1915), der den Staat Rhode Island in beiden Kammern des Kongresses vertrat. Er besuchte die öffentlichen Schulen seiner Heimat und unterrichtete danach bis zu seinem 26. Lebensjahr selbst als Lehrer. Im Jahr 1846 zog er nach Jackson in Michigan, wo er im Handel arbeitete. Seit 1851 lebte er im Manitowoc County, wo er ebenfalls im Handel tätig wurde. Außerdem arbeitete er in der Holzverarbeitung und Möbelherstellung. In den Jahren 1855 und 1856 war er Schulrat in seiner neuen Heimat; von 1857 bis 1858 gehörte er dem dortigen Bezirksrat an. 1859 wurde er in die Wisconsin State Assembly gewählt. Im Jahr 1861 zog er nach Chicago in Illinois, wo er im Handel arbeitete und 1876 Mitglied und Vorsitzender im dortigen Stadtrat wurde.
Politisch war Aldrich Mitglied der Republikanischen Partei. Bei den Kongresswahlen des Jahres 1876 wurde er im ersten Wahlbezirk von Illinois in das US-Repräsentantenhaus in Washington, D.C. gewählt, wo er am 4. März 1877 die Nachfolge von Bernard G. Caulfield antrat. Nach zwei Wiederwahlen konnte er bis zum 3. März 1883 drei Legislaturperioden im Kongress absolvieren. Im Jahr 1882 wurde er von seiner Partei nicht mehr zur Wiederwahl nominiert.
Nach dem Ende seiner Zeit im US-Repräsentantenhaus nahm William Aldrich seine früheren Tätigkeiten im Handel wieder auf. Außerdem stieg er in Fond Du Lac in das Mühlengeschäft ein. Dort ist er am 3. Dezember 1885 auch verstorben.